# Momir Ilić
Momir Ilić (født 22. december 1981 i Aranđelovac, Jugoslavien) er en serbisk håndboldspiller, der til dagligt spiller i ungarske Veszprém (2013-). Han har tidligere spiller i den tyske Bundesliga-klub THW Kiel (2009-2013) som han kom til i 2009 fra VfL Gummersbach.

## Landshold
Ilić spillede en årrække på det serbiske landshold, som han blandt andet repræsenterede ved EM 2012 i Serbien, hvor værterne vandt sølv. Han var den helt store profil på landsholdet i sin tid.